# 大蓋巨脂鯉
大蓋巨脂鯉為锯脂鲤科巨脂鯉屬的唯一一種。本魚原分布於南美洲亞馬遜河和奥里诺科河流域，目前已引入世界許多國家。

## 特徵
本魚體側扁而渾圓，頭小，吻為端位，但下頷稍長於上頷，上下頷具小形齒。臀鰭延長，具硬棘3枚，尾鰭大而略凹入。鱗片細小，鰓蓋下方，胸鰭、腹鰭與臀鰭前方為橙紅色。尾鰭後緣與臀鰭下緣為黑色，體長可達108公分。外表與短蓋肥脂鯉相似，但體型比牠還要大。

## 生態
成魚棲息在森林內的河流，幼魚則在氾濫平原之淡水或半鹹水域活動，屬雜食性，枯水期時，以魚類、藻類、有機物碎屑為食，洪水期時，以果實及腐木為食。

## 經濟利用
可作為食用魚及觀賞魚。